# مار برازنده
مار برازنده  (نام علمی: Platyceps elegantissimus) گونه‌ای از مارها از خانواده قمچه‌ماران است.
این مار در خاورمیانه یافت می‌شود.